# Длуговоля (Мазовецьке воєводство)
Длуговоля (пол. Długowola) — село в Польщі, у гміні Гощин Груєцького повіту Мазовецького воєводства.
Населення — 514 осіб (2011).
У 1975-1998 роках село належало до Радомського воєводства.

## Демографія
Демографічна структура станом на 31 березня 2011 року:
|          | Загалом | Допрацездатний вік | Працездатний вік | Постпрацездатний вік |
| -------- | ------- | ------------------ | ---------------- | -------------------- |
| Чоловіки | 266     | 61                 | 170              | 35                   |
| Жінки    | 248     | 51                 | 132              | 65                   |
| Разом    | 514     | 112                | 302              | 100                  |